# Dean Računica
Dean Računica (Sebenico, 5 dicembre 1969) è un allenatore di calcio ed ex calciatore croato, di ruolo centrocampista.

## Carriera

### Giocatore

#### Nazionale
Con la nazionale esordì nel 1992 in amichevole contro il Messico andando anche in rete. L'ultima partita con la nazionale la disputò nel 1994 in amichevole contro la Slovacchia.

### Allenatore
Il 3 marzo 2022 viene ufficializzato come nuovo allenatore del Sebenico. Il 15 maggio seguente, in seguito alla sconfitta casalinga contro la Dinamo Zagabria (0-2), annuncia le sue dimissioni al termine della stagione.

## Statistiche

### Cronologia presenze e reti in nazionale
| Cronologia completa delle presenze e delle reti in nazionale ― Croazia | Cronologia completa delle presenze e delle reti in nazionale ― Croazia | Cronologia completa delle presenze e delle reti in nazionale ― Croazia | Cronologia completa delle presenze e delle reti in nazionale ― Croazia | Cronologia completa delle presenze e delle reti in nazionale ― Croazia | Cronologia completa delle presenze e delle reti in nazionale ― Croazia | Cronologia completa delle presenze e delle reti in nazionale ― Croazia | Cronologia completa delle presenze e delle reti in nazionale ― Croazia |
| Data                                                                   | Città                                                                  | In casa                                                                | Risultato                                                              | Ospiti                                                                 | Competizione                                                           | Reti                                                                   | Note                                                                   |
| ---------------------------------------------------------------------- | ---------------------------------------------------------------------- | ---------------------------------------------------------------------- | ---------------------------------------------------------------------- | ---------------------------------------------------------------------- | ---------------------------------------------------------------------- | ---------------------------------------------------------------------- | ---------------------------------------------------------------------- |
| 22-10-1992                                                             | Zagabria                                                               | Croazia                                                                | 3 – 0                                                                  | Messico                                                                | Amichevole                                                             | 1                                                                      | 46’                                                                    |
| 20-4-1994                                                              | Bratislava                                                             | Slovacchia                                                             | 4 – 1                                                                  | Croazia                                                                | Amichevole                                                             | -                                                                      | 46’                                                                    |
| Totale                                                                 |                                                                        | Presenze                                                               | 2                                                                      |                                                                        | Reti                                                                   | 1                                                                      |                                                                        |

## Palmarès

### Giocatore
- Campionato croato: 3

Hajduk Spalato: 1993-1994, 1994-1995, 2003-2004
- Coppa di Croazia: 3

Hajduk Spalato: 1992-1993, 1994-1995, 2002-2003
- Supercoppa di Croazia: 2

Hajduk Spalato: 1993, 1994
- Campionato austriaco: 1

Austria Salisburgo: 1996-1997
- Campionato israeliano: 1

Hapoel Tel Aviv: 1999-2000
- Coppa d'Israele: 1

Hapoel Tel Aviv: 1999-2000